# WrestleMania 36
WresleMania 36 là một sự kiện đấu vật chuyên nghiệp trả tiền theo lượt và sự kiện WWE Network sắp tới lần thứ 36 theo niên đại WrestleMania được tổ chức bởi WWE dành cho ba thương hiệu của họ là Raw, SmackDown và NXT – lần đầu tiên NXT có vị trí này. Nó được ghi âm vào ngày 25 và 26 tháng 3 năm 2020 và sẽ phát sóng trên mạng pay-per-view và WWE Network vào ngày 4 và 5 tháng 4, lần đầu tiên sự kiện được diễn ra hai đêm như là được phát sóng trên băng chậm trễ. Trên PPV, hai chương trình sản xuất nói rằng là shows cá nhân, với cả hai có sẵn như thỏa thuận trọn gói.
Kế hoạch ban đầu sẽ được tổ chức một đêm vào ngày 5 tháng 4 năm 2020 tại Sân vận động Raymond James ở Tampa và phát sóng trực tiếp, WrestleMania 36 đã được thay đổi do ảnh hưởng của đại dịch coronavirus 2019-2020. Chương trình tuyên bố kế hoạch cho sự kiện sẽ được tổ chức tại Trại huấn luyện WWE ở Orlando (nơi mọi chương trình khác của WWE đều tại đây kể từ khi đại dịch bắt đầu), và địa điểm không tuyên bố khác, tương ứng với việc sẽ không có khán giả tham dự, và nó sẽ là lần đầu tiên WrestleMania phát sóng hai đêm và lần thứ hai được phát sóng từ nhiều địa điểm.

## Tổ chức

### Lý lịch
WrestleMania được coi là sự kiện hàng đầu của WWE, được tổ chức lần đầu tiên vào năm 1985. Nó là sự kiện đấu vật chuyên nghiệp lâu đời nhất trong lịch sử và luôn luôn được tổ chức giữa cuối tháng ba - đầu tháng tư hàng năm. Nó đứng đầu trong hàng bốn pay-per-view nguyên bản, cùng với Royal Rumble, SummerSlam và Survivor Series, được gọi là "Tứ trụ". WrestleMania xếp hạng thứ sáu trong số các thương hiệu thể thao đáng xem nhất trên thế giới bởi Forbes, và nó được coi là Super Bowl của làng thể thao giải trí. WrestleMania 36 sẽ là WrestleMania thứ ba được tổ chức tại thành phố Orlando, và lần thứ tư được tổ chức tại bang Florida (sau XXIV và 33 cùng tổ chức tại Orlando, và XXVIII tại Miami Gardens). Sự kiện có các mối thù của các đô vật đến từ các phần thương hiệu Raw và SmackDown, cũng gồm cả NXT dù vài đô vật của NXT cũng xuất hiện tại các trận đấu thường niên trước đây ở WrestleMania, lần này là lần đầu tiên WrestleMania thêm vị trí một thương hiệu nữa, trong suốt NXT trở thành một trong ba thương hiệu chính vào tháng 9 năm 2019. Lần đầu tiên, WWE công bố rằng nó sẽ phục vụ trên pay-per-view như mua hàng kỹ thuật số ở Hoa Kỳ, tranh đua FITE TV, và Fox Sports (SmackDown mở rộng phát sống trên Fox). ESPN, với không khí chương trình bình thường, phát sóng encores của phiên bản mới WrestleMania  trong suốt dẫn đầu sự kiện.

### Dịch bệnh Covid-19
Sự kiện ban đầu được tổ chức tại Sân vận động Raymond James ở Tampa một đêm vào ngày 5 tháng 4 năm 2020 và được phát sóng trực tiếp. Do ảnh hưởng của đại dịch coronavirus 2019-2020, các chương trình khác bắt đầu hủy một vài shows của họ nhằm cố gắng ngăn chặn sự lây lan virus COVID-19 hơn nữa. Trong một buổi phát biểu với Tampa Bay Times về việc làm thế nào khi ổ dịch có thể ảnh hưởng tới WrestleMania 36, Giám đốc thương hiệu WWE Stephanie McMahon nói: "Sức khỏe và sự an toàn của không phải chỉ duy nhất cơ sở người hâm mộ của chúng tôi, mà còn của các siêu sao của chúng tôi, thực sự đến trước... Chúng tôi không muốn bất kỳ ai trong một tình huống tồi tệ bất kể hoàn cảnh nào. Những rủi ro không đáng nói". Phó chủ tịch điều hành của sự kiện đặc biệt của WWE John Saboor nói thêm rằng họ sẽ liên tục theo dõi sự kiện toàn cầu. Cuộc họp được tổ chức tại văn phòng Tampa vào ngày 12 tháng 3 xác định số phận của WrestleMania 36; nó sẽ quyết định rằng sự sẽ vẫn tiến hành theo kế hoạch ngăn chặn tình hành tồi tệ hơn trong những thời gian tuần trước. Ủy viên quận Hillsborought Les Miller thêm nữa bắt đầu rằng nếu tình hình không thể khá khẩm hơn trong suốt tuần, họ sẽ "rút phích cắm" ("pull the plug") tại WrestleMania 36 nếu WWE không thể tự làm gì. WWE sau đó bắt đầu rằng họ đã kế hoạch dự phòng sẵn sàng ứng phó nếu sự kiện bị hủy.
Ngày 16 tháng 3 năm 2020, WWE thông báo rằng sự kiện này sẽ được tổ chức tại  WWE Performance Center ở Orlando, Florida chỉ với những nhân sự thiết yếu tham dự, giống như tất cả các chương trình hàng tuần khác của WWE trong thời kỳ đại dịch này. WWE sau đó đã thông báo rằng WrestleMania 36 sẽ được chia thành một sự kiện diễn ra trong hai đêm, vào ngày 4 và 5 tháng 4. Địa điểm thực hiện tại khiến nó trở thành WrestleMania thứ ba được tổ chức tại thành phố Orlando, sau Wrestlemania XXIV và 33. Tiếp thị của sự kiện sau đó nhấn mạnh sự thay đổi về định dạng, với khẩu hiệu mới "Too Big for Just One Night".

## Kết quả
| #                                                                                     | Kết quả                                                                                                | Thể loại                                                                 | Thời gian |
| ------------------------------------------------------------------------------------- | --- | ------------------------------------------------------------------------ | --------- |
| 1P                                                                                    | Cesaro đánh bại Drew Gulak bởi đòn chốt hạ                                                             | Trận đánh đơn                                                            | 4:25      |
| 2                                                                                     | Alexa Bliss và Nikki Cross đánh bại The Kabuki Warriors (Asuka và Kairi Sane) (c) bởi đòn chốt hạ      | Tag team match tranh đai WWE Women's Tag Team Championship               | 15:05     |
| 3                                                                                     | Elias đánh bại King Corbin bởi đòn chốt hạ                                                             | Trận đánh đơn                                                            | 9:00      |
| 4                                                                                     | Becky Lynch (c) đánh bại Shayna Baszler bởi đòn chốt hạ                                                | Trận đánh đơn tranh đai WWE Raw Women's Championship                     | 8:30      |
| 5                                                                                     | Sami Zayn (c) (với Cesaro và Shinsuke Nakamura) đánh bại Daniel Bryan (với Drew Gulak) bởi đòn chốt hạ | Trận đánh đơn tranh đai WWE Intercontinental Championship                | 9:20      |
| 6                                                                                     | John Morrison (c) đánh bại Jimmy Uso và Kofi Kingston                                                  | Triple Threat Ladder match tranh đai WWE SmackDown Tag Team Championship | 18:30     |
| 7                                                                                     | Kevin Owens đánh bại Seth Rollins bởi đòn chốt hạ                                                      | No Disqualification match                                                | 17:20     |
| 8                                                                                     | Braun Strowman đánh bại Goldberg (c) bởi đòn chốt hạ                                                   | Trận đánh đơn tranh đai WWE Universal Championship                       | 2:10      |
| 9                                                                                     | The Undertaker đánh bại AJ Styles (với Luke Gallows và Karl Anderson)                                  | Boneyard match                                                           | 24:00     |
| - (c) – chỉ người vô địch bước vào trận đấu - P – chỉ trận đấu diễn ra trong pre-show | |                                                                          |           |

| # | Kết quả | Thể loại                                                                   | Thời gian |
| --- | --- | -------------------------------------------------------------------------- | --------- |
| 1P | Liv Morgan đánh bại Natalya bởi đòn chốt hạ                                                                                    | Trận đánh đơn                                                              | 6:25      |
| 2 | Charlotte Flair đánh bại Rhea Ripley (c) bởi đòn khóa                                                                          | Trận đánh đơn tranh đai NXT Women's Championship                           | 20:30     |
| 3 | Aleister Black đánh bại Bobby Lashley (với Lana) bởi đòn chốt hạ                                                               | Trận đánh đơn                                                              | 7:20      |
| 4 | Otis đánh bại Dolph Ziggler (với Sonya Deville) bởi đòn chốt hạ                                                                | Trận đánh đơn                                                              | 8:15      |
| 5 | Edge đánh bại Randy Orton | Last Man Standing match                                                    | 36:55     |
| 6 | The Street Profits (Angelo Dawkins và Montez Ford) (c) đánh bại Angel Garza và Austin Theory (với Zelina Vega) bởi đòn chốt hạ | Tag team match tranh đai WWE Raw Tag Team Championship                     | 6:20      |
| 7 | Bayley (c) đánh bại Sasha Banks, Lacey Evans, Naomi, Tamina                                                                    | Fatal 5-Way Elimination match tranh đai WWE SmackDown Women's Championship | 19:20     |
| 8 | "The Fiend" Bray Wyatt đánh bại John Cena bởi đòn chốt hạ                                                                      | Firefly Fun House match                                                    | 13:00     |
| 9 | Drew McIntyre đánh bại Brock Lesnar (c) (với Paul Heyman) bởi đòn chốt hạ                                                      | Trận đánh đơn tranh đai WWE Championship                                   | 4:35      |
| 10D | Drew McIntyre (c) defeated Big Show bởi đòn chốt hạ                                                                            | Trận đánh đơn tranh đai WWE Championship                                   | 6:55      |
| - (c) – chỉ người vô địch bước vào trận đấu - D – chỉ trận đấu là một dark match - P – chỉ trận đấu diễn ra trong pre-show | |                                                                            |           |